# Galàxia satèl·lit

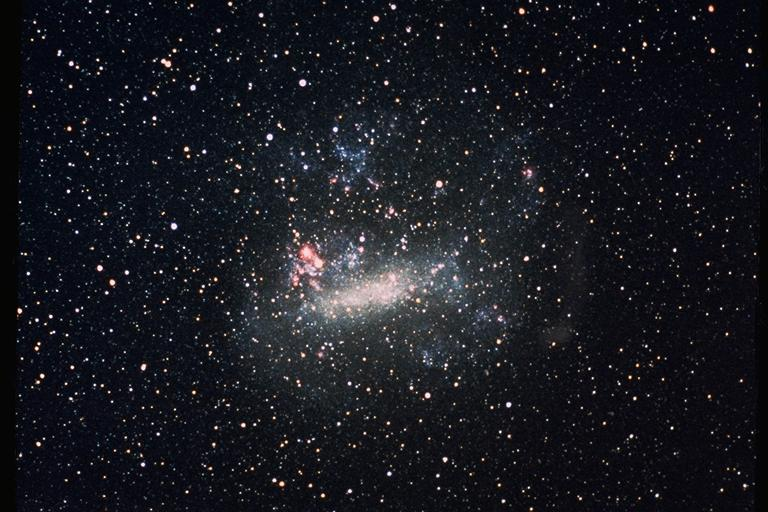
El gran Núvol de Magalhães, la galàxia satèl·lit més gran de la Via Làctia.

Una galàxia satèl·lit orbita al voltant d'una galàxia més gran gràcies a l'atracció gravitacional. Per tant, una galàxia està feta d'un gran nombre d'objectes (com estrelles, planetes, i nebuloses) que no estan connectades unes amb les altres, tenen un centre de massa, que representa la mitjana ponderada (de la massa) de la posició de cada objecte que el compon. Això és semblant a com un objecte corrent té el seu centre de massa, que és la mitjana ponderada de la posició de tots els seus components àtoms.
En un parell de galàxies orbitants, si una és considerablement més gran que l'altre, llavors la més gran s'anomena "primària" i la més petita seria la satèl·lit. Si dues galàxies orbitants tenen aproximadament la mateixa mida, llavors es diu que formen un sistema binari.
Les galàxies que es troben arribant des de diferents direccions poden col·lidir, fusionar-se, dividir-se en dos, o transferir alguns objectes membre. En aquestes situacions, pot ser difícil saber on acaba i on comença una galàxia. Les col·lisions entre galàxies no impliquen "necessàriament" la col·lsió entre els membres de les dues galàxies, ja que la major part de l'espai en la galàxia és buit.